# Aphrodisium tonkineum
Aphrodisium tonkineum là một loài bọ cánh cứng trong họ Cerambycidae.